# Targowska Wólka
Targowska Wólka (niem. Theerwischwolka, 1938–1945 Waldrode) – osada w Polsce położona w województwie warmińsko-mazurskim, w powiecie szczycieńskim, w gminie Dźwierzuty.
W latach 1975–1998 miejscowość administracyjnie należała do województwa olsztyńskiego.
Zobacz też: Targowska Wola